# Сеч (Прјевидза)
Сеч (слч. Seč) насељено је мјесто са административним статусом сеоске општине (слч. obec) у округу Прјевидза, у Тренчинском крају, Словачка Република.

## Становништво
| Година:    | 1994. | 2004.   | 2014.   | 2024.   |
| ---------- | ----- | ------- | ------- | ------- |
| Број људи: | 412   | 410     | 392     | 388     |
| Разлика:   |       | -0,48 % | -4,39 % | -1,02 % |

| Година:    | 2023. | 2024.   |
| ---------- | ----- | ------- |
| Број људи: | 393   | 388     |
| Разлика:   |       | -1,27 % |

Према подацима о броју становника из 2011. године насеље је имало 390 становника.